# Milano-Modena 1923
La Milano-Modena 1923, quattordicesima edizione della corsa, si svolse il 14 ottobre 1923 su un percorso di 298 km. La vittoria fu appannaggio dell'italiano Pietro Linari, che completò il percorso in 11h28'00", alla media di 25,973 km/h, precedendo i connazionali Pietro Bestetti e Federico Gay.
Sul traguardo di Modena 23 ciclisti, su 27 partiti da Milano, portarono a termine la competizione.

## Ordine d'arrivo (Top 10)
| Pos. | Corridore           | Squadra          | Tempo     |
| ---- | ------------------- | ---------------- | --------- |
| 1    | Pietro Linari       | Legnano-Pirelli  | 11h28'00" |
| 2    | Pietro Bestetti     | Berrettini-Monza | s.t.      |
| 3    | Federico Gay        | Atala            | s.t.      |
| 4    | Domenico Piemontesi | Atala            | s.t.      |
| 5    | Bartolomeo Aimo     | Atala            | s.t.      |
| 6    | Giuseppe Enrici     | Legnano-Pirelli  | s.t.      |
| 7    | Pasquale Di Pietro  | -                | s.t.      |
| 8    | Giovanni Brunero    | Legnano-Pirelli  | s.t.      |
| 9    | Michele Gordini     | Ganna            | a 5'00"   |
| 10   | Alfredo Sivocci     | Legnano-Pirelli  | s.t.      |